# Regina Jacobs
Regina Jacobs (Los Angeles, 28 agosto 1963) è un'ex mezzofondista statunitense.

## Palmarès
| Anno | Manifestazione  | Sede       | Evento       | Risultato | Prestazione | Note                          |
| ---- | --------------- | ---------- | ------------ | --------- | ----------- | ----------------------------- |
| 1988 | Giochi olimpici | Seul       | 1500 m piani | Batteria  | 4'18"09     |                               |
| 1995 | Mondiali indoor | Barcellona | 1500 m piani | Oro       | 4'12"61     | Miglior prestazione personale |
| 1997 | Mondiali        | Atene      | 1500 m piani | Argento   | 4'04"63     |                               |
| 1999 | Mondiali        | Siviglia   | 1500 m piani | Argento   | 4'00"35     | Miglior prestazione personale |